# 언동중학교
언동중학교(彦東中學校)는 대한민국 경기도 용인시 기흥구 언남동에 있는 공립 중학교이다.

## 학교 연혁
- 2005년 1월 19일 : 언동중학교 36학급 설립 인가
- 2005년 3월 2일 : 초대 문홍식 교장 취임
- 2005년 3월 8일 : 제1회 입학식(5학급) 161명
- 2007년 2월 15일 : 제1회 졸업식 14명
- 2022년 9월 1일 : 제6대 김교일 교장 취임
- 2023년 1월 5일 : 제17회 졸업식(6학급) 150명
- 2023년 3월 2일 : 입학식(6학급) 166명

## 참고 자료
- 언동중학교 - 한국교육학술정보원 학교알리미